# Pinehurst (Idaho)
Pinehurst – miasto w Stanach Zjednoczonych, w stanie Idaho, w hrabstwie Shoshone.